# Wabtec
Wabtec  ou Westinghouse Air Brake Technologies Corp est une entreprise américaine de fabrication de trains et de locomotives.

## Histoire
Wabtec est issu de la fusion de Westinghouse Air Brake et de MotivePower Industries en 1999
En juillet 2015, Wabtec propose une offre et entre en négociation de rachat de Faiveley Transport, entreprise française spécialisée dans les équipements ferroviaires, pour 1,8 milliard de dollars.
En mai 2018, General Electric annonce la fusion de ses activités de fabrication de trains et de locomotives avec Wabtec, dans une transaction d'une valeur de 11,1 milliards de dollars. La nouvelle entité issue de cette fusion, sera détenue à 50,1 % par General Electric, les trois premières années. À l'issue de ces trois années, Wabtec deviendra actionnaire majoritaire de la nouvelle entité.

## Principaux actionnaires
Au 31 décembre 2019:
| The Vanguard Group                  | 10,1% |
| General Electric IM                 | 9,92% |
| Capital Research & Management II    | 9,27% |
| T. Rowe Price Associates IM         | 7,54% |
| Barrow, Hanley, Mewhinney & Strauss | 6,59% |
| Henderson Global Investors          | 5,78% |
| Capital Research & Management WI    | 4,31% |
| SSgA Funds Management               | 3,66% |
| Erwan Faiveley                      | 3,29% |
| Farallon Capital Management         | 3,27% |